# Detlef Schaller
Detlef Schaller (* 7. Juni 1943 in Senzig) ist ein deutscher Verleger.
Schaller war von 1971 bis 2006 Geschäftsführer, Verlags- und Anzeigenleiter des Horst Axmann Verlags und leitete in dieser Funktion den kaufmännischen Bereich der im Verlag veröffentlichten Filmzeitschrift Filmecho/Filmwoche. Auch nach seinem Ausscheiden aus dem operativen Geschäft fungiert er weiterhin als Herausgeber der Zeitschrift. Anlässlich seines Abschiedes wurde er am 4. April 2006 beim Filmtheaterkongress in Baden-Baden mit der „Goldenen Leinwand für besondere Verdienste in der Filmwirtschaft“ ausgezeichnet.
Im Winter 2006 veröffentlichte Schaller gemeinsam mit Hans Dieter Schreeb den Bildband Kaiserzeit – Wiesbaden und seine Hotels in der Belle Epoque, der von Schaller in jahrelanger Sammlertätigkeit zusammengetragene Postkarten mit Wiesbaden-Motiven präsentierte.

## Schrift
- Detlef Schaller, Hans Dieter Schreeb: Kaiserzeit – Wiesbaden und seine Hotels in der Belle Epoque. Ein Bildband. 2006 Verlag Horst Axtmann, Wiesbaden ISBN 3-87124-330-2, Zweite, erweiterte Auflage 2011, ISBN 978-3-87124-330-1.